# Kosmografiska sällskapet i Uppsala
Kosmografiska sällskapet i Uppsala var ett vetenskapligt sällskap som var verksamt 1758 – cirka 1788. Man gav ut en kosmografi, en världsbeskrivning, i tre delar samt en serie jord- och himmelsglober.

## Kosmografi
Kosmografi: ”vetenskap som framställer (beskriver) de allmänna dragen av universum (o. väsentligen omfattar deskriptiv astronomi o. geografi), allmän världsbeskrivning; förr stundom ungefär: geografi.” Även handbok (lärobok) i kosmografien.
Kosmografi var ett av flera möjliga sätt att systematisera en allmän världsbeskrivning. Indelningen i tre huvudgrenar och flera underavdelningar gjordes av pragmatiska skäl, för att den ansågs praktisk:
- Fysisk beskrivning: geologi, geografi, metallurgi etc.
- Matematisk beskrivning: matematik, astronomi, geodesi etc.
- Historisk beskrivning: etnografi, statskunskap, religionshistoria etc.

## Historik
1747 hade ett Kosmographischen Gesellschafft bildats i Nürnberg för att främja geografi och kartografi. Detta blev en sorts en modell när ett liknande sällskap skapades i Uppsala 1758. Cosmographiska sällskapet bestod från början av ett antal docenter samt gravören Anders Åkerman. Förutom Åkerman ingick naturforskaren Torbern Bergman, astronomen Fredrik Mallet (från 1759), geometrikern Stefan Insulin, matematikern Johan Zegolström, lärdomshistorikern Petrus Arrhenius samt t.f. astronomiprofessorn Bengt Ferrner. Senare tillkom astronomen och statistikern Pehr Wargentin liksom flera andra. Syftet var i första hand att utarbeta och publicera tre geografiska och astronomiska översiktsverk samt en serie jord- och himmelsglober.
Böckerna kom att skrivas av Bergman, Mallet och Insulin:
- Physisk beskrifning öfver jord-klotet (1766) av Torbern Bergman ansågs vara vetenskapligt banbrytande och översattes till tyska, danska och ryska. Boken behandlade den fysiska geografin, bland annat geologi och mineralogi, ett ämne som hade saknat kvalificerad litteratur.
- Allmänn eller mathematisk beskrifning om jordklotet (1772) av Fredrik Mallet sågs som en avancerad lärobok och kompetent sammanfattning av vetandet inom området. Boken kom att översättas till tyska.
- Om folkslagens seder och lynne (1772) av Stefan Insulin blev mindre väl mottagen. ”… en oöverskådling samling fakta om statsskick, religion och folkliga seder…"[2]. Insulin menade att hans bidrag var ett beställningsarbete inom ett område där han inte var expert.

Åkerman ansvarade för produktionen av jord- och himmelsglober och kartverk. Till sin hjälp hade han astronomen Mallet. Globerna och kartorna blev väl mottagna och ansågs hålla hög kvalitet. (Huvudartikel: Himmelsglob, avsnitt Den Åkerman-Akrellska globverkstaden.)
Böckerna och globerna blev alltså (om man undantar Insulins bidrag) kvalitativt en framgång. Ekonomiskt blev de däremot ett misslyckande. Bokverket och de största globerna ingick i ett paket som man kunde prenumerera på till en kostnad av 200 daler silvermynt. Man fick 125 prenumeranter men intäkterna var alltför låga för att täcka kostnaderna. Framför allt globtillverkningen gick med kraftig förlust trots bidrag från staten. Åkerman dog utfattig 1778. Hans verkstad hade då inte hunnit leverera alla glober som man fått förhandsbetalning för. Dödsboet försattes i konkurs och ansvaret för globutgivningen övertogs av Vetenskapsakademien i Stockholm. Med Åkermans död upphörde i praktiken Kosmografiska sällskapets verksamhet.

## Sällskapet som medel för akademisk meritering
I Uppsala fanns sedan 1710 Kungliga Vetenskaps-Societeten, ett akademiskt sällskap för främjande av vetenskap. Bland annat gav man ut vetenskapliga skrifter. Ledamöterna var redan väletablerade i den akademiska världen (”en professorsklubb”). Unga forskare i Uppsala hade inte tillträde och fick därför svårt att bygga nätverk och att få sin forskning publicerad. Dessa kunde i stället söka sig till Kosmografiska sällskapet och därmed få hjälp att ge ut meriterande skrifter. Sällskapet odlade nära kontakter med Kungliga vetenskapsakademien i Stockholm, som gav ut uppsatser och avhandlingar i sina Handlingar. Akademien kunde också förmedla kontakt med andra betydelsefulla maktcentra, i Torbern Bergmans fall Bergsstaten som stödde honom när han sökte en professur i Uppsala 1767. Bergman fick tjänsten trots att den dominerande gestalten vid universitetet, Carl von Linné, stödde en annan kandidat. Det var tack vare sin Physisk beskrifning och tack vare stöd från två bergsråd som han vann striden.
Även när Mallet 1773 sökte och fick sin professur var hans bidrag till kosmografin en viktig merit. Också denna gång anses Linné ha föredragit en annan kandidat. Kosmografiska sällskapet med dess täta band till Vetenskapsakademien kunde alltså fungera som en motvikt till den linneanska dominansen i Uppsala.
För Åkerman gav sällskapet ekonomiska och vetenskapliga förutsättningar för hans kartografi.